# Mersin (tartomány)
Mersin tartomány Törökország egyik tartománya a Földközi-tengeri régióban, székhelye Mersin. Nevét 2002-ben változtatták İçel-ről Mersinre, hogy egyezzen a tartományi székhely nevével, de megtarthatta az irányítószámát (melyet ábécé-sorrendben osztottak ki a tartományok között).

## Körzetei
A tartománynak 14 körzete van:
- Akdeniz
- Anamur
- Aydıncık
- Bozyazı
- Çamlıyayla
- Erdemli
- Gülnar
- Mut
- Silifke
- Toroslar
- Akdeniz
- Yenişehir
- Mezitli
- Tarsus

## Látnivalók
- Tarsus városa, ahol Szent Pál született; háza és kútja keresztény zarándokhely
- Seleucia Pieira (Silifke) ókori városa

## Külső hivatkozások
- Mersini Turisztikai Hivatal